# Benedito Cícero Tortelli
Benedito Cícero Tortelli, plus connu sous le nom de Paulista, né le 26 décembre 1939, à Sorocaba, dans l'État de São Paulo, au Brésil, est un ancien joueur brésilien de basket-ball. Il évolue durant sa carrière au poste d'ailier.

## Palmarès
- Champion du monde 1963